# Ray Stantz
Raymond "Ray" Stantz, é um personagem fictício da franquia Ghostbusters. Ray é um cientista doutorado presente nos filmes Ghostbusters, Ghostbusters II e Gasparzinho (em todas interpretadas por Dan Aykroyd), nas séries animadas The Real Ghostbusters e Extreme Ghostbusters (em apenas um episódio), na série de história em quadrinhos Ghostbusters: Legion e em vários jogos de videogames da franquia.
Ele é um dos três doutores parapsicologistas dos Caça-Fantasmas ao lado do Dr. Peter Venkman e do Dr. Egon Spengler.

## Personagem
Considerado o "coração" dos caça-fantasmas pelos outros membros do grupo, Ray é especialista em história da paranormalidade e metalúrgico. Sua principal característica é a forma entusiasmada, quase infantil, com que leva seu emprego e sua aceitação com fatos paranormais. Da mesma forma com que ele mostra ceticismo com o Cristianismo, é um profundo conhecedor da Bíblia e outros incontáveis livros sobre assuntos específicos e, em especial, sobre o fim dos tempos. Também é conhecido pela sua facilidade com que explana sobre assuntos técnicos e científicos da paranormalidade. Ray, ao lado de Egon, é o responsável pelas primeiras teorias que formariam a base dos caça-fantasmas e também pelo projeto e construção dos equipamentos usados pelo time, em especial a armadilha e o receptáculo ectoplasmático.

## The Real Ghostbusters
Na série animada, Ray possui um visual que lembra vagamente ao ator Dan Aykroyd (seu criador e intérprete no filme). Gordinho, sempre alegre e entusiasmado, usa uniforme bege e parece ser o mais próximo de Geléia.
Ele tem uma família muito grande (descende de nacionalidades diversas vindas da Suíça, Escócia e Rússia), incluindo sua tia Lois (que aparece no episódio "The Spirit of Aunt Lois" - "O Espírito da Tia Lois") e de seu tio Andrew MacMillan de Dunkeld, Escócia (mencionado no episódio "Bustman's Holiday").
Nascido no Bronx (Nova York), segundo o episódio "Citizen Ghost" ("Cidadãos Fantasmas"), cresceu em uma pequena cidade do interior do Estado de Nova York chamada Morrisville, conforme aparece no episódio "Look Homeward Ray"  ("Veja Sua Terra Natal, Ray"). Nesse mesmo episódio, é revelado que sua paixão de infância era uma morena chamada Elaine.
Nas temporadas da série, Ray aparece como piloto. No episódio "You Can´t Take It With You" ("Você Não Pode Levar Isso com Você"), é mencionado que ele teve aulas sobre vôo em 1976.

## Extreme Ghostbusters
Ray aparece somente no último episódio da série, divido em duas partes. Após o encerramento das atividades dos Caça-fantasmas, ele consegue um emprego na Universidade de Columbia. Após um "pequeno contratempo", seguido de uma explosão, ele é demitido e consegue emprego em uma companhia de carros usados chamada Perpetual Motors.

## Ghostbusters: Legion
Nessa mini-série em quadrinhos, Ray parece ser o único que se "doa de coração" em nome dos caça-fantasmas, sempre mostrando vontade e entusiasmos. Porém, com os acontecimentos durante a série, ele fica desiludido com alguns acontecimentos e consigo mesmo e toma uma posição menos emocional e mais científica.

## Videogames e Outras Participações
Nos vários jogos lançados sobre a franquia, sempre o personagem é baseado no personagem dos filmes, interpretado por Dan Aykroyd, com características semelhantes.
Dan Aykroyd também fez algumas participações inusitadas trajado de Ray Stantz em alguns programas televisivos. No filme Gasparzinho (1995) ele participou também trajado dessa forma, porém sem mencionar o personagem.